# Jewelry box (티아라의 음반)
Jewelry Box(주얼리 박스)는 대한민국의 아이돌 티아라의 첫 번째 일본 정규 음반이다. 2012년 6월 6일 발매되었으며 앨범명으로 첫 번째 일본 투어 콘서트도 하였다.

## 발매와 프로모션
Jewelry Box는 펄, 사파이어, 다이아몬드의 3가지 버전으로 발매되었다. 펄 버전은 쥬얼 케이스 형식으로 발매되었고 사파이어 버전은 디지팩 형식으로 발매되었다. 또 다이아몬드 버전은 보물상자 스타일로 발매되었다. 그리고 다이아몬드 버전에는 100쪽, 사파이어 버전에는 32쪽의 분량이 되는 포토북이 수록되어 있으며 세가지 버전에는 8종류 중 랜덤 1종류의 트레이딩카드가 수록되어 있다.

## 흥행
Jewelry Box는 발매 첫 주 57,102장이 팔리며 오리콘 차트 2위를 기록하였으며 발매 둘째 주 14,276장이 팔리며 오리콘 차트 7위를 기록하였다. 또한 6월에 총 86,530장이 팔리며 오리콘 차트 6위를 기록하였다. 그 후 계속 판매되어 총 100,000장을 돌파하였으며 골드 인증을 받았다.

## 싱글
<Bo Peep Bo Peep>은 2011년 9월 28일에 발매된 티아라의 일본 데뷔 싱글로 Bo peep Bo peep읠 일본어 버전과 너때문에 미쳐의 일본어 버전이 수록되어 있다.
<Yayaya>는 2011년 11월 30일에 발매되었으며 Yayaya의 일본어 버전과 Roly-Poly의 한국어 버전이 수록되어 있다.<
<Roly-Poly>는 2012년 2월 29일에 발매되었으며 Roly-Poly의 일본어 버전과 거짓말의 일본어 버전, Apple Is A의 일본어 버전이 수록되어 있으며 한정판에는 Roly-Poly in 코파카바나의 일본어 버전이 수록되어 있다.
<Lovey-Dovey>는 2012년 5월 23일에 발매되었으며 Lovey-Dovey의 일본어 버전이 수록되어 있다.

## 트랙리스트
1. Bo Peep Bo Peep (Japanese ver.)
2. Yayaya (Japanese ver.)
3. 왜이러니 (Japanese ver.) (Why Are You Being Like This)
4. Keep out (일본 신곡) (사랑놀이)
5. Apple Is A (Japanese ver.)
6. TTL (Time To Love) (Japanese ver.)
7. Roly-Poly (Japanese ver.)
8. 너때문에 미쳐 (Japanese ver.) (I Go Crazy Because Of You)
9. 거짓말 (Japanese ver.) (Lies)
10. 내가 너무 아파 (Japanese ver.) (I'm Very Hurt)
11. Cry Cry (Japanese ver.)
12. Lovey-Dovey (Japanese ver.)
13. T-ARATic MAGic MUSic (일본 신곡) (HUE)